# Grabkreuz am Brunnen 107

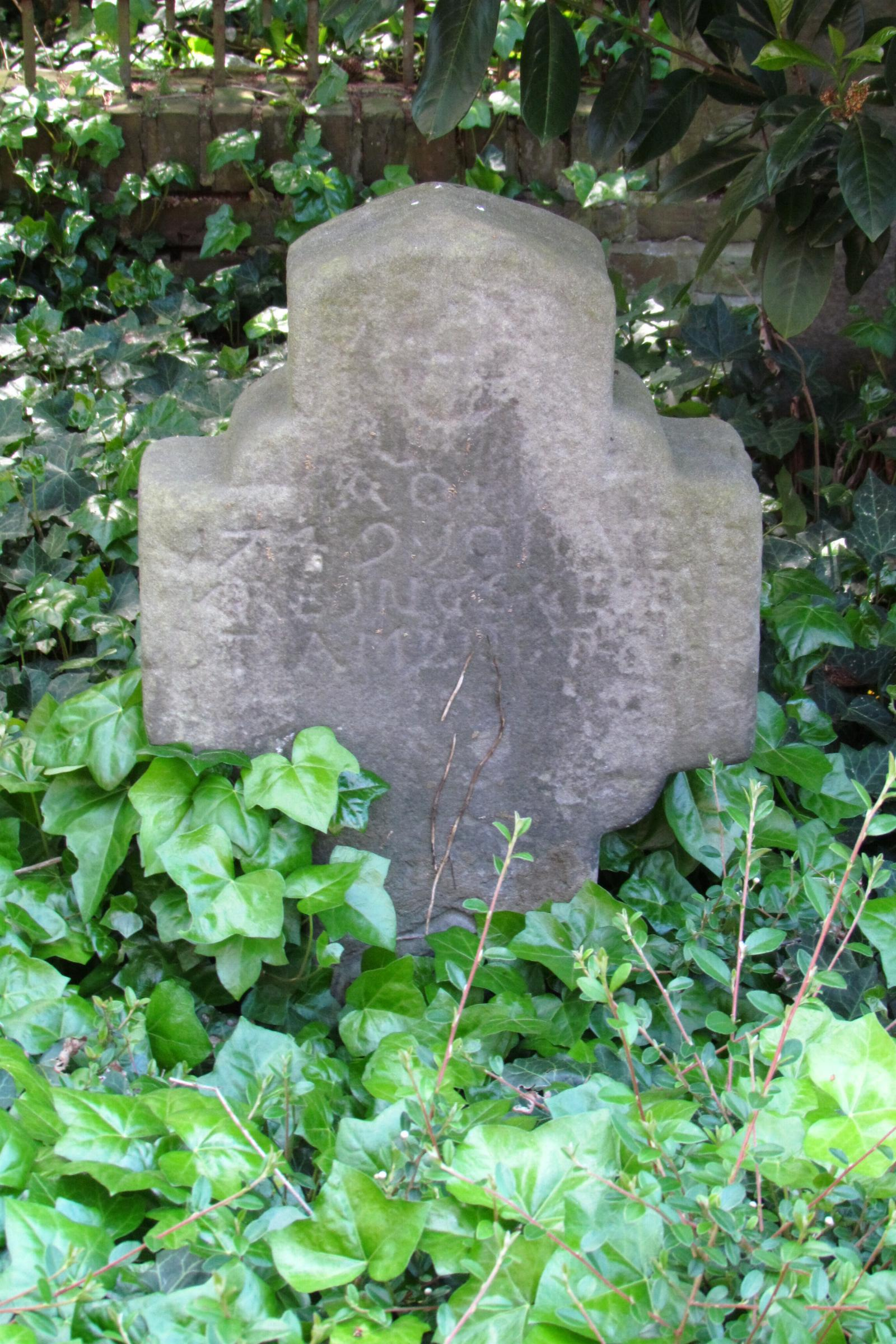
Grabkreuz am Brunnen

Das Grabkreuz am Brunnen steht in Korschenbroich  im Rhein-Kreis Neuss in Nordrhein-Westfalen in einer Gruppe mit anderen Grabkreuzen am Kirchplatz 4.
Das Grabkreuz wurde 1749 erbaut und unter Nr. 107 am 1. Juni 1987 in die Liste der Baudenkmäler in Korschenbroich eingetragen.
Bei dem Kreuz handelt es sich um ein Kreuz aus Liedberger Sandstein von 16 cm Tiefe und 47 cm Breite aus dem Jahre 1749. Auf der Vorderseite befindet sich oben die Inschrift „IHS“, unten ein bei der Restaurierung ergänzter Schädel mit gekreuzten Knochen. Die Grabinschrift ist verwittert. Auf der Rückseite befindet sich die Inschrift „IHS“ mit aufgesetztem Kreuz und darunter das Bildnis eines Herzes mit einem Pfeil. Das Kreuz ist von künstlerischer und volkskundlicher Bedeutung und daher als Denkmal erhaltenswert.